# Stuart Moseley
Stuart Moseley, né le 16 novembre 1977 à Derby est un pilote automobile britannique. Il compte notamment quatre participations aux 24 Heures du Mans, en 2006, 2007, 2008 et 2009. Il est également deux fois champion de la Radical UK Cup en 2008 et 2009.

## Carrière
En 2005, il fait quelques apparions en British GT (en) au volant d'une Porsche 911 GT3 Cup (996),.
En 2006, il participe pour la première fois aux 24 Heures du Mans. En compagnie de Martin Short et João Barbosa, il pilote la Radical SR9-Judd no 22 de Rollcentre Racing, engagée en catégorie LMP2. L'équipage termine à la vingtième lace du classement général,,,.
En 2009, il participe pour la quatrième année consécutive aux 24 Heures du Mans,,,,,.